# ستيفان يوهانسن
ستيفان ماريوس يوهانسن (بالنرويجية: Stefan Johansen)‏ وهو لاعب كرة قدم نرويجي في مركز وسط مدافع ولد في يوم 8 يناير 1991 في فاردو النرويج، يلعب حالياً مع نادي سلتيك في اسكتلندا وسبق له اللعب مع نادي سترومسغودست الرياضي ونادي بودو ولعب مع منتخب النرويج لكرة القدم ويبلغ طوله 182 سم.

## روابط خارجية
- ستيفان يوهانسن على موقع الاتحاد الأوربي (الإنجليزية)
- ستيفان يوهانسن على موقع اتحاد النرويج (النرويجية)
- ستيفان يوهانسن على موقع قاعدة بيانات كرة القدم.إي يو (الإنجليزية)
- ستيفان يوهانسن على موقع ناشيونال فوتبول تيمز (الإنجليزية)
- ستيفان يوهانسن على موقع Soccerbase.com (لاعب) (الإنجليزية)
- ستيفان يوهانسن على موقع Soccerway.com (الإنجليزية)
- ستيفان يوهانسن على موقع عالم كرة القدم.نت (الإنجليزية)
- ستيفان يوهانسن على موقع AS.com (الإسبانية)